# Вовчасова
Вовчасова — річка в Україні, у Іванківському й Поліському районах Київської області. Права притока Вересні (басейн Прип'яті).

## Опис
Довжина річки приблизно 5,9 км.

## Розташування
Бере початок на південній стороні від Лісового. Тече переважно на північний схід і у Красятичах впадає у річку Вересню, праву притоку Ужа.
Річку перетинає автомобільна дорога Р02.